# فانيسا فرنانديز
فانيسا فرنانديز (بالإنجليزية: Vanessa Fernandez)‏ هي كاتبة غنائية ومغنية سنغافورية، ولدت في 17 أكتوبر 1982 في سنغافورة.